# Домиция Калвина
Домиция Калвина (на латински: Domitia Calvina) е римлянка от 1 век пр.н.е. и 1 век.
Произлиза от фамилията Домиции, клон Калвин. Роднина е на Гней Домиций Калвин (консул 53 и 40 пр.н.е.).
Омъжва се за Марк Юний Силан, син на Марк Юний Силан (консул 25 пр.н.е.) от фамилията Юнии. Ражда син Марк Юний Силан Торкват (консул 19 г.), който се жени през 13 г. за Емилия Лепида, правнучка на Октавиан Август, и има с нея пет деца:
- Децим Юний Силан Торкват (консул 53 г.) (* 10, † 64)
- Луций Юний Силан (претор 48 г.) (* 12, † 49), годеник на Клавдия Октавия
- Марк Юний Силан (консул 46 г.) (* 14, † 54)
- Юния Силана (* 15 – 20, † 59), (вероятно и на Юния Лепида (18 – 65)
- Юния Калвина (* 25, † 79), която получава когномен на баба си и се омъжва за Луций Вителий, брат на император Авъл Вителий.